# Pectinoctenus lauta
Pectinoctenus lauta är en loppart som beskrevs av Rothschild 1915. Pectinoctenus lauta ingår i släktet Pectinoctenus och familjen smågnagarloppor. Inga underarter finns listade i Catalogue of Life.